# Długołęka (gmina)
Długołęka – gmina wiejska w województwie dolnośląskim, w powiecie wrocławskim, należąca do aglomeracji wrocławskiej.
Siedziba gminy to Długołęka.
W latach 1975–1998 gmina położona była w województwie wrocławskim.
Gmina Długołęka jest najludniejszą gminą wiejską w Polsce.
Według danych z 30 czerwca 2020 roku gminę zamieszkiwało 34 471 osób.

## Geografia

### Położenie
Gmina Długołęka położona jest w północno-wschodniej części województwa dolnośląskiego. Leży na szlaku komunikacyjnym Praga – Wrocław – Warszawa, w bezpośrednim sąsiedztwie Wrocławia. Wraz z ośmioma innymi podwrocławskimi gminami tworzy powiat wrocławski. Bezpośrednio Gmina Długołęka graniczy z: gm. Wisznia Mała (od zach.), gm. Trzebnica (od pn.-zach.), gm. Zawonia (od pn.), gm. Dobroszyce (pn.-wsch.), gm. Oleśnica (od. wsch.) oraz gm. Czernica (od pd.) oraz miastem Wrocław ( od płd.-zach.).

### Rzeźba terenu

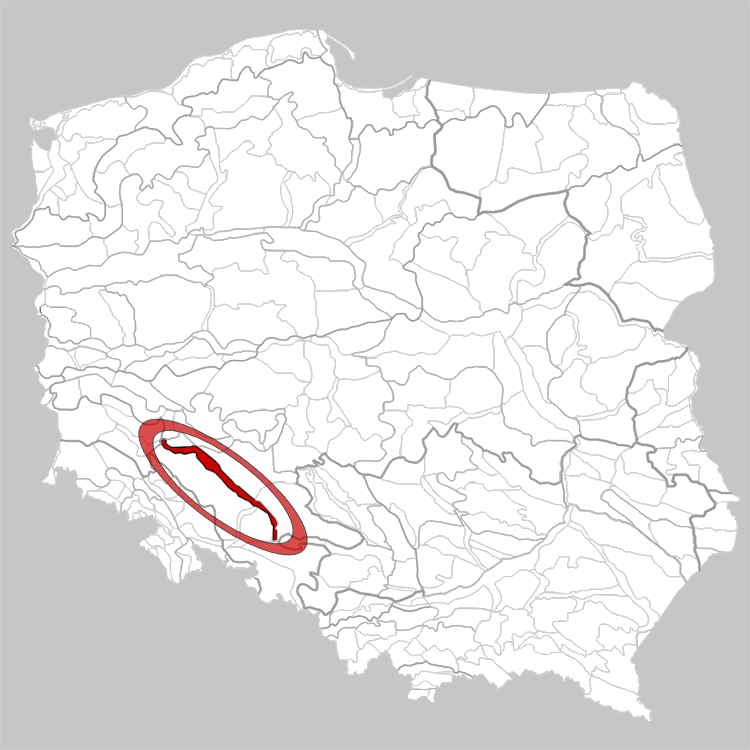
Pradolina Wrocławska na mapie Polski

Południową część gminy zajmuje Pradolina Wrocławska, która została wyżłobiona w epoce lodowcowej, przez płynące na zachód wody lądolodu skandynawskiego. Lądolód zatrzymał się na granicy dzisiejszego Wału Trzebnickiego. Występują tu głównie mady oraz piaski rzeczne. Pradolina ta znajduje się między Równiną Wrocławską a Równiną Oleśnicką, która stanowi środkową część gminy. Ma ona charakter wysoczyzny morenowej a poprzecinana jest licznymi rzekami spływającymi ze wzgórz. Lądolód pozostawił tu morenę denną, czyli piaski, żwiry, gliny. Jest również mnóstwo głazów narzutowych o średnicy od kilku do kilkudziesięciu centymetrów.

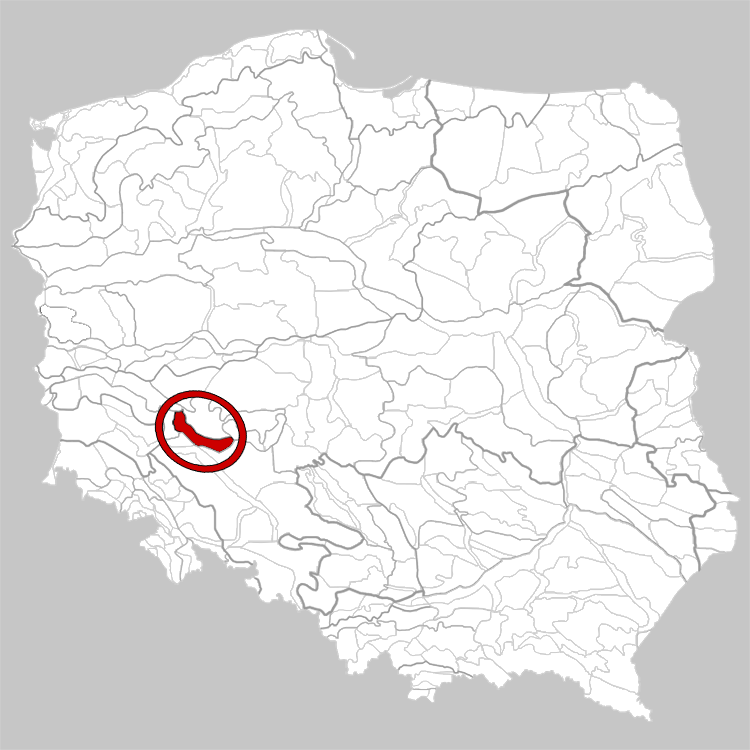
Wzgórza Trzebnickie na mapie Polski

Północny obszar gminy leży na południowych zboczach Wzgórz Trzebnickich. Pokryte są osadami lessowymi i wyżłobionymi w nich wąwozami. W niektórych miejscach można spotkać gliny. Obszar gminy jest w większości równinny, a jedynie na północy zróżnicowany. Wysokość jest zawarta w przedziale 120–150 m n.p.m. Najniższy punkt gminy wynosi 118 m n.p.m. i znajduje się w pobliżu Wilczyc a najwyższy na północ od Krakowian to wzgórze o wysokości 233,8 m n.p.m. Na rzeźbę gminy największy wpływ miało zlodowacenie środkowopolskie. Dzięki niemu ukształtowały się rysy współczesnej rzeźby.

### Klimat
Gmina leży w strefie klimatu umiarkowanego o przewadze wpływów morskich.
Równoleżnikowy kierunek Pradoliny Wrocławskiej ułatwia przemieszczanie się z zachodu na wschód atlantyckich mas powietrza. Klimat na tym terenie charakteryzuje się dużą przejściowością oraz różnorodnością pogody we wszystkich porach roku. Obszar należy do regionu klimatycznego śląsko-wielkopolskiego: stosunkowo małe roczne amplitudy powietrza, wiosna wczesna, lato długie, zima łagodna i krótka, z mało trwałą pokrywą śnieżną. Roczna amplituda niewiele przekracza 20 °C. Opady wynoszą ok. 500–600 mm. Przeważają wiatry zachodnie i północno-zachodnie. Okres wegetacyjny należy do najdłuższych w kraju, bo trwa ok. 245 dni.

### Wody powierzchniowe
Obszar gminy jest położony w dorzeczu Odry. Największą rzeką jest Widawa, która stanowi południową granicę gminy. Ważną rolę stanowi rzeka Oleśniczka oraz Dobra (Widawka). Obie rzeki są prawymi dopływami Widawy. Mniejsze znaczenie ma potok Topór (lewy dopływ Dobrej), który bierze swój początek w pobliżu wsi Jenkowice.
Występuje tu duża liczba potoków i cieków płynących stale lub okresowo.
Na obszarze gminy jest ok. 228 ha wód stojących w tym ok. 200 ha stawów hodowlanych. Głównie w Bielawie, Borowej, Rakowie, Szczodrem, Domaszczynie, Pruszowicach. Pozostałe zbiorniki wodne to zbiorniki przeciwpożarowe.

### Gleby
Na obszarze gminy przeważają gleby bielicowe. W północnej części, na wzgórzach występują gleby brunatne, a w dolinach cieków mady. Na małych, nizinnych obszarach występują gleby murszowe oraz czarne ziemie. Większość gleb wytworzona jest z piasków i glin. Jedynie na północy w obrębie Wzgórz Trzebnickich występują gleby pyłowe.

## Historia

### Okres przeddziejowy
Najstarsze ślady osadnictwa na obszarze dzisiejszej gminy Długołęka sięgają neolitu. Prace wykopaliskowe prowadzone na terenie gminy po 1945 roku wykazały liczne ślady osadnictwa z epoki kamiennej. Prehistoryczne ślady znaleziono m.in. w Oleśniczce (rdzeń kamienny i odłupek krzemienny), w Bielawie, w Rakowie, w Kątnej, Budziwojowicach (cmentarzysko), Januszkowicach, Stępniu i Wilczycach, gdzie natrafiono na narzędzia krzemienne: toporek kamienny i toporek z serpentynitu.
W Kiełczówku znaleziono siekierkę w kształcie tulipana, która pochodzi z młodszej epoki brązu. W początkowym okresie epoki brązu dolinę środkowej Odry zamieszkiwała głównie ludność kultury unietyckiej. Ludność tą cechowało chowanie ludzi w grobach kurhanowych. Takie groby archeolodzy odkryli w Szczodrem i Oleśniczce. W końcowym okresie epoki brązu na tych terenach zaczęła się rozwijać kultura łużycka. Ludność zamieszkiwała głównie niewielkie osady, które składały się z 10-15 domów. Liczne ślady występowania tej kultury na tych terenach odkryto m.in. w Łozinie, Dobroszowie Oleśnickim, Januszkowicach, Jaksonowicach, Kątnej, Kiełczowie, Śliwicach, Bierzycach i Bielawie, gdzie prawdopodobnie była osada. W 1926 nauczyciel z Bukowiny odkrył i przebadał ślady grodziska otoczonego podwójnym wałem. Osady łużyckie znajdowały się także w Kiełczowie i Oleśniczce. W Wilczycach znaleziono ślady cmentarza ciałopalnego z VII wieku p.n.e (w kulturze łużyckiej był zwyczaj palenia ciał zmarłych). W Szczodrem odkryto groby skrzynkowe (groby z płyt kamiennych).
Z epoki żelaza odkryto m.in. nóż żelazny w Wilczycach, typowe dla tego okresu formy ceramiczne w Jaksonowicach. W Szczodrem i Wilczycach narzędzia do ostrzenia, topór z brązu, siekierki, ozdoby druciane oraz liczne urny i kości.
Z okresu wczesnośredniowiecznego pochodzi m.in. cmentarzysko grobów szkieletowych w Dobroszowie Oleśnickim, osady w Oleśniczce, Wilczycach, Rakowie i Bierzycach, a także grodziska w Łozinie i Szczodrem.

### Okres historyczny
Okres historyczny, czyli ten, w którym wiadomości pochodzą ze źródeł pisanych, rozpoczyna się dla tych terenów w XII wieku. Pierwsze wzmianki o miejscowościach pochodzą głównie z dokumentów książąt śląskich oraz dokumentów kościelnych. W okresie podziału Śląska na dzielnice teren dzisiejszej gminy początkowo należał do księstwa wrocławskiego, a po jego podziale część wschodnia do księstwa oleśnickiego. Tereny te długo zachowały ludność Polską. Wynarodowienie i zaprzestanie używania mowy polskiej nastąpiło dopiero w XIX wieku pod naciskiem władz pruskich.
Po II wojnie światowej obszary te powróciły do Polski i zaludniały się głównie przesiedleńcami z województwa kieleckiego i krakowskiego oraz repatriantami z dzisiejszej Ukrainy. W wyniku podziału administracyjnego Polski z 1975 roku, obszar gminy objął powiat oleśnicki oraz powiat trzebnicki (powierzchnia 155,2 km², 26 miejscowości). Od 1977 roku powierzchnia gminy wynosi 210,7 km², ponieważ do gminy Długołęka przyłączona została większa część znoszonej gminy Łozina. W okresie powojennym na ziemiach odzyskanych szczególnie odczuwano skutki ogólnej polityki krajowej, jak i międzynarodowej, co spowodowało niepewność osadników i brak dbałości o otrzymane mienie. Dopiero w latach 60. sytuacja ustabilizowała się (pierwsze remonty). Proces ten szybko postępował także w latach 70. W dalszych latach i obecnie rozwija się budownictwo domów jednorodzinnych, zakładów usługowych i przemysłowych.
We wrześniu 2010 roku został otwarty nowy budynek urzędu gminy, który kosztował 12 milionów złotych, posiada 85 stanowisk dla urzędników, salę konferencyjną, parking.

## Statystyki

### Ludność
- Wykres liczby ludności gminy w latach 1990–2009[8][9]:

Wzrost liczby mieszkańców w ostatnich latach jest spowodowany głównie migracją ludności z miasta (głównie Wrocławia). Zjawisko „ucieczki” mieszkańców miast na obszary wiejskie nazywa się suburbanizacją.

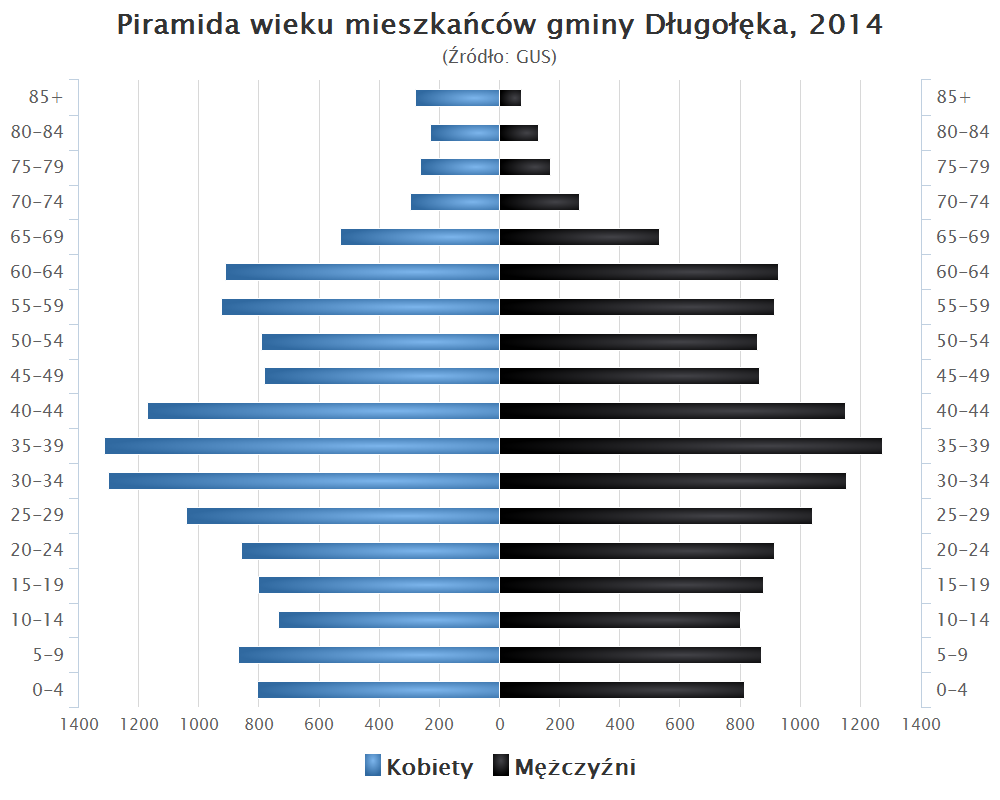
Piramida wieku mieszkańców gminy Długołęka w 2014 roku

Dane z 30 czerwca 2007:
| Opis                              | Ogółem | Ogółem | Kobiety | Kobiety | Mężczyźni | Mężczyźni |
| --------------------------------- | ------ | ------ | ------- | ------- | --------- | --------- |
| Jednostka                         | osób   | %      | osób    | %       | osób      | %         |
| Populacja                         | 21 383 | 100    | 10 694  | 50,02   | 10 689    | 49,98     |
| Gęstość zaludnienia [mieszk./km²] | 100,7  | 100,7  | 50,34   | 50,34   | 50,32     | 50,32     |

### Powierzchnia upraw
Według danych z roku 2002 gmina Długołęka ma obszar 212,41 km², w tym:
- użytki rolne: 71%
- użytki leśne: 17%

Gmina stanowi 19,03% powierzchni powiatu.

## Transport

### Transport drogowy
Przez gminę przebiega droga ekspresowa:
- S8 – ukończona w 2012 roku droga ekspresowa Wrocław-Psie Pole – Budzisko (granica z Litwą). Jej fragment przebiega m.in. przez Łozinę, w której powstał węzeł.

oraz droga wojewódzka:
- 372 Obwodnica wschodnia Wrocławia (Bielany-Łany-Długołęka)[14].

### Sieć kolejowa
Na terenie gminy znajdują się trzy stacje kolejowe:
- Długołęka (przy linii kolejowej nr 143 Kalety – Wrocław Mikołajów)
- Borowa (przy linii kolejowej nr 143 Kalety – Wrocław Mikołajów)
- Mirków (przy linii kolejowej nr 143 Kalety – Wrocław Mikołajów)

Pociągi Kolei Dolnośląskich
Pociągi na trasie Wrocław Psie Pole – Trzebnica zatrzymują się w miejscowościach:
- Pasikurowice (przy linii kolejowej nr 326 Wrocław Psie Pole – Trzebnica)
- Siedlec Trzebnicki (przy linii kolejowej nr 326 Wrocław Psie Pole – Trzebnica)

## Polityka

### Frekwencja gminy w wyborach
- 2018 Wybory samorządowe – I. tura 61,05%[15] – II. tura 57,37%[16]
- 2007 Wybory parlamentarne – 55,05%
- 2006 Wybory samorządowe – 42,62%
- 2005 Wybory prezydenckie – I. tura 49,66% – II. tura 51.74%
- 2005 Wybory parlamentarne – 37,49%
- 2003 Referendum ws. przystąpienia Polski do UE – 55%
- 2002 Wybory samorządowe – 49,78%

### Współpraca zagraniczna
| Miejscowość/gmina | Kraj    | Data podpisania umowy |
| ----------------- | ------- | --------------------- |
| Locorotondo       | Włochy  | 1997                  |
| Sarny             | Ukraina | 2004                  |
| Velen             | Niemcy  | 2003                  |
| Fossano           | Włochy  | 2009                  |

## Honorowi obywatele
Pierwsze honorowe obywatelstwa w gminie zostały nadane 13 grudnia 2008 podczas jubileuszu 35-lecia istnienia gminy. Do grona honorowych obywateli Gminy Długołęka należy m.in. reżyser Jan Jakub Kolski.
27 stycznia 2012 w ramach szczególnego uznania i wyróżnienia za wybitne osiągnięcia oraz zasługi na rzecz gminy honorowym obywatelem został prezydent Wrocławia Rafał Dutkiewicz i projektant Mostu Rędzińskiego Jan Biliszczuk.

## Piśmiennictwo
1. Zbigniew Fras: Dzieje Gminy Długołęka. Profil. ISBN 83-900102-7-5. Brak numerów stron w książce
2. Ewa Niwrak-Wojcik, Edyta Podyma – „Monografia Geograficzna Długołęki”
3. Uwarunkowania rozwoju turystyki w powiecie wrocławskim